# Долгий, трудный путь из ада
«До́лгий, тру́дный путь из а́да» (англ. The Long Hard Road Out of Hell) — автобиография Мэрилина Мэнсона, лидера шок-рок-группы Marilyn Manson. Книга написана при участии Нила Страусса из журнала Rolling Stone и была выпущена 14 февраля 1998 года.
В книге описаны события жизни певца начиная с его рождения и детства. Описаны сексуальный фетишизм его деда (в частности в фотографиях с зафиксированными на них зоофилией и садомазохизмом), формирование группы Marilyn Manson and the Spooky Kids и запись альбома Antichrist Superstar. На последних страницах даны описания событий за сценой и реакций людей во время туров группы. В книге содержится множество отсылок к наркотикам, сексу и беспорядочным отношениям. Книга также содержит его журналистские работы, в частности его статью о домине, которую он написал для журнала 25th Parallel.
В автобиографии также описаны разрывы с несколькими бывшими участниками группы, которые становились друзьями и соратниками Мэнсона, но позже порывали с ним и покидали группу, настолько скандально, что были поданы несколько исков в суд на фронтмена.
В книге приведено множество фотографий, часть которых публиковалась и ранее, в частности Мэнсона исполняющего Antichrist Superstar с Библией в руках и совместную фотографию с Лавеем. Также на страницах можно найти множество анатомических изображений человеческих внутренностей.
21 февраля 1998 года Мэнсон провёл двухчасовую автограф-сессию книги в магазине Virgin Megastore в Сан-Франциско, которую посетило около 700 его поклонников.